# Prieuré Saint-Pierre d'Antioche de Montambert
Le prieuré Saint-Pierre d'Antioche, est un ancien monastère bénédictin, situé sur la commune de Montambert, dont il subsiste aujourd'hui l'église et le logis prieural (tous deux remaniés).
Rattaché au prieuré Notre-Dame de La Charité-sur-Loire, il dépendait de l'abbaye de Cluny.

## Historique

### Les origines du monastère
Peu de sources concernant le village et le prieuré de Montambert sont parvenues jusqu'à aujourd'hui.

Certains écrits font remonter la donation de l'église de Monte Ansberti à l'abbaye de Cluny à l'année 1075, le donateur étant le comte de Nevers Guillaume Ier. Pourtant, aucune trace d'époque ne confirme cette date. L'hypothèse d'une fondation comtale est cependant fort possible : à cette époque de nombreux monastères sont érigés par les aïeux ou les successeurs de Guillaume. En 1685, Claude Saulnier, prévôt et chanoine d'Autun écrit à propos de Montambert :
Le prieuré Saint-Pierre de Montambert fut fondé par les anciens comtes de Nevers pour servir d'hospice aux religieux de l'abbaye de Cluny quand ils font voyage à La Charité.
Le premier document mentionnant cette paroisse (et non le prieuré comme communauté monastique) remonte à mars 1107, il s'agit une bulle du pape Pascal II, qui confirme l'appartenance l'église au prieuré de La Charité. Cette possession est à nouveau attestée sous la même appellation d'ecclesia par la bulle du pape Lucius II, en avril 1144.

### Des moines aménageurs
Les moines défrichent et assèchent les marécages, ils mettent les lieux en valeur avec des pâturages et des étangs encore visibles (la commune en recense trente-deux actuellement).
Un petit village se crée alors avec des paysans cultivant de petites parcelles sous la protection et pour le compte des religieux. La toponymie conserve d'ailleurs les noms désignant ces parcelles : Les Cours ; la Réserve ; Bauduron ; Domaine Doré ; Domaine Guillin ; Domaine Joyon ; etc.
Il semble donc que la fonction du monastère soit de surveiller les terres (domaines, bois et étangs) se trouvant aux alentours et d'assurer le service paroissial pour les populations sur place. En somme, il s'agit d'un petit prieuré-rural à la limite du domaine d’exploitation.
Pour ces raisons, on peut supposer que sur la période médiévale cet établissement ne compte pas plus de deux ou trois religieux entourés de familiers. Il n'y a donc pas de cloître ni de vie conventuelle sur place, l’espace monastique se concentrant autour du logis et de l'église.

### Une situation contrastée à la fin du Moyen Âge
Le dimanche 29 novembre 1366, le duc de Bourgogne Philippe le Hardi, futur comte de Nevers, dîne à Montambert avant de partir pour le château de Decize où il reste jusqu'au mercredi suivant. Un arrêt dans l'église du prieuré est envisageable.
D'après un pouillé datant du XIVe siècle, le prieuré est taxé de 200 livres, une somme importante qui montre que l'établissement fonctionne plutôt bien : en 1340, la ferme du revenu est évaluée à 617 livres avec obligation de « défrayer le prieur, son clerc et ses chevaux à plusieurs fois l'an, bien et honnête manger, laver, coucher selon son état ». L'économie du monastère repose sans doute sur la pisciculture comme d'autres implantations religieuses de la région (notamment la chartreuse d'Apponay). Le prieuré voisin de Fontaines est lui aussi taxé de 200 livres.
Le prieur de Montambert est souvent mentionné comme visiteur régulier de l'Ordre de Cluny au cours du XIVe siècle jusqu'au début du XVIe siècle. Son établissement est également inspecté à plusieurs reprises par d'autres supérieurs clunisiens : 
- En 1458, seul le prieur est présent alors que la présence de deux autres moines est stipulée dans le règlement.
- En 1470, les visiteurs notent que le prieur est accompagné d'un moine. Il est indiqué que tout est commun entre le prieur et le curé, que l'église est bien entretenue avec des ornements ; seuls les livres ont été déchirés et ont besoin d'être réparés. Le prieur a réparé les maisons et a construit une nouvelle grange ; le reste est dit en bon état[6].

### Difficultés durant l'époque Moderne
En 1530 (ou 1531), le prieuré est détruit par une bande de pillards, les « robeurs », qui viennent de la région d'Autun. Cependant, peu d'informations sont disponibles sur cet épisode. Plusieurs bâtiments sont détruits, saccagés puis brulés (dont l'église), plusieurs habitants sont tués notamment le prieur commendataire Étienne de la Montagne alors en visite. Le curé Guillaume Perrin et quelques paroissiens arrivent à prendre la fuite et se cachent dans les bois. En 1532, le monastère est mentionné sous la « mainmise et sous la garde de la comtesse de Nevers ».
Les actes et parchemins originaux du monastères (rentes, fondations, privilèges, terrier) sont détruits dans l'incendie. Le nouveau prieur, Christophe Coquille, doit alors se battre pour maintenir la seigneurie du prieuré intacte : en 1538, il obtient du roi François Ier des lettres patentes afin de faire reconnaître les limites de sa seigneurie. Plusieurs terriers sont produits à cette époque-là dans le but de reconstituer ou de justifier ce temporel, possiblement sujet aux convoitises.
Malgré ces efforts, il semble que l'église soit petit à petit délaissée au profil de celle de Tannay : les desservants de cette cure deviennent ceux de Montambert dès la fin du XVIIe siècle. De plus, et très curieusement, la paroisse de Montambert n'est pas répertoriée sur plusieurs cartes du duché et de l'évêché (celles de 1635, 1640, 1665) ; alors que Tannay est bien présente.
Le logis est reconstruit en 1633 sous l'impulsion du prieur Dom Gaspard de Ramilly. Les travaux sont achevés en 1661, date figurant au-dessus du portail, sous le priorat de Dom Millin. Des travaux, plus tardifs, sont également attestés dans la prieurale : une nouvelle nef est élevée au cours du XVIIe siècle et en 1779, le curé Lambert fait refaire les plâtres, les boiseries, l'autel ainsi que le retable de l'église.

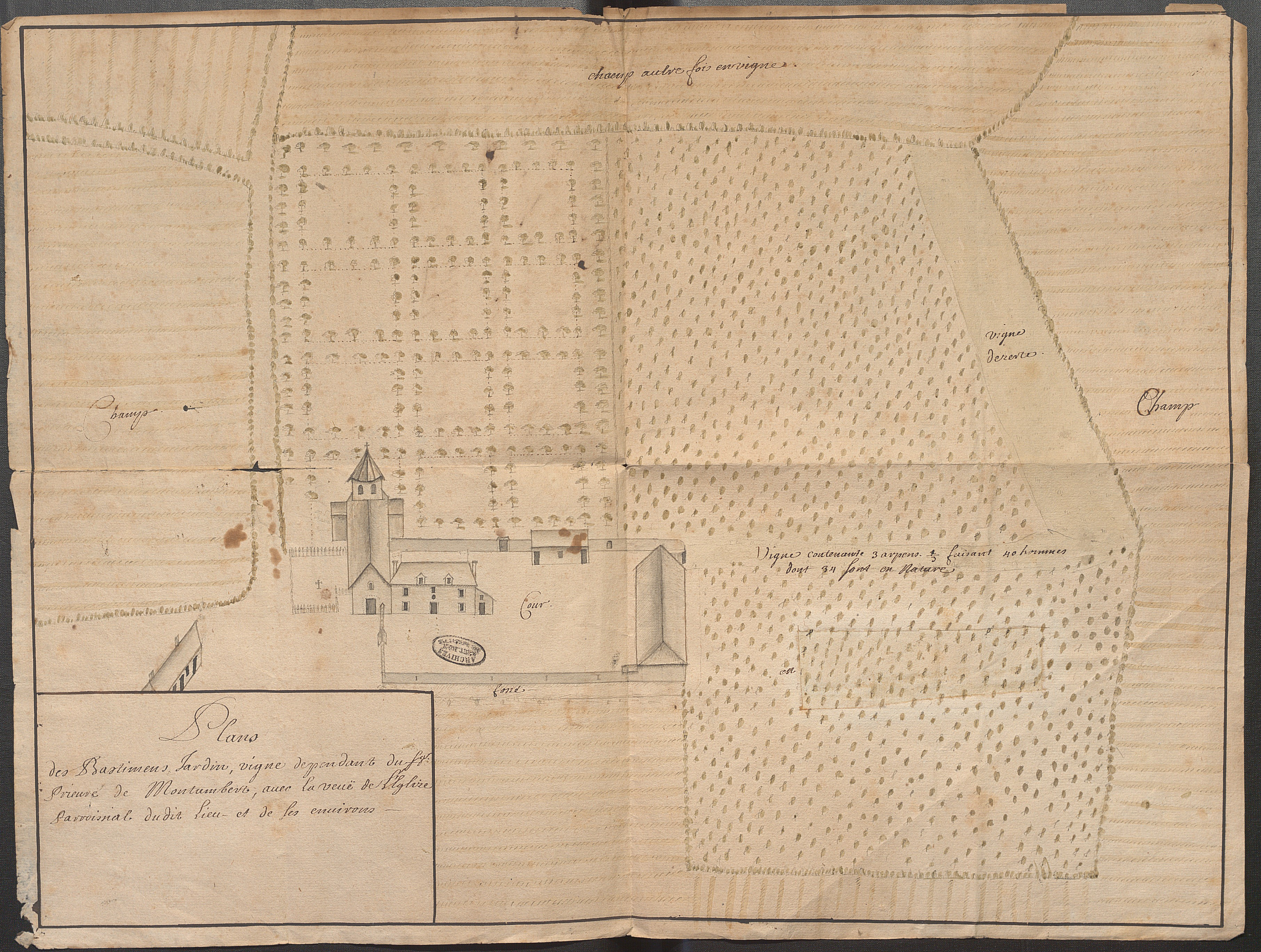
Plan du prieuré de Montambert daté de 1762, disponible aux Archives nationales.

### De la Révolution à aujourd'hui
Grâce à l'action du curé Lambert et du prieur d'Eure de Glanne, la prieurale semble presque relevée lorsque la Révolution commence. Inutilisée, elle est vendue comme bien national le 26 juillet 1796 à Parent La Garenne, marchand de bois et maître de forges. Dépourvue de ses attributs religieux, vide de tout son mobilier, l'église délabrée est convertie en grange pendant plus d'un quart de siècle.
En 1823, elle est rachetée par François Imbart de La Tour, propriétaire à Couëron (Thaix) qui en fait don à la commune de Montambert afin d'y célébrer le culte. Le conseil municipal accepte l'offre et vote les crédits nécessaires à la restauration, auxquels s'ajoutent de nombreux dons. L'architecte Villard est chargé de dresser le devis des travaux : il s'agit de réparer en particulier la couverture de la flèche et de plafonner la nef afin de dissimuler la charpente, jusqu'alors apparente.
Les réparations sont longues et importantes, l'édifice n'est rendue au culte qu'en 1842 ; l'abbé Thomas en est alors nommé curé. D'autres travaux de consolidations sont effectués entre 1875 et 1878 (consolidation de la charpente et couverture de la flèche et de la nef). À cette époque, les murs de la nef sont exhaussés et les baies du premier niveau du clocher sont murées. En 1902, l'architecte Renan établit un devis pour refaire la voute de la nef en briques creuses. Celle-ci est restaurée et repeinte en 2002.

## Architecture

### L'ancienne prieurale
L'église du prieuré dédiée à Saint-Pierre d'Antioche est construite entre la fin du XIe siècle et le début du XIIe siècle. C'est une église orientée, de plan en croix latine, à absides et absidioles circulaires, avec clocher sur la croisée du transept voûté à un vaisseau, dont les bras ouvrent à l'est sur une absidiole, et à l'ouest communique avec la nef par une étroite arcade en plein cintre.
Le chœur est constitué d'une travée rectiligne, couverte d'un berceau en plein cintre et donnant sur une abside en cul-de-four. Il est recouvert de lambris en chêne taillé dont les assemblages sont à joints mixtes et chevillés. La hauteur du lambris sur la travée droite du chœur est de 182 cm et sur les piliers et dans l'abside à 226 cm. Ils sont du 4e quart du XVIIIe siècle.
L'église, la porte d'entrée et l'escalier intérieur du prieuré avec sa rampe droite à balustres sont, par arrêté du 13 novembre,  Inscrit MH (1981). En regardant le chevet de l'extérieur on découvre que malgré les remaniements, cet édifice est un exemple significatif de l'art harmonieux du style roman nivernais.

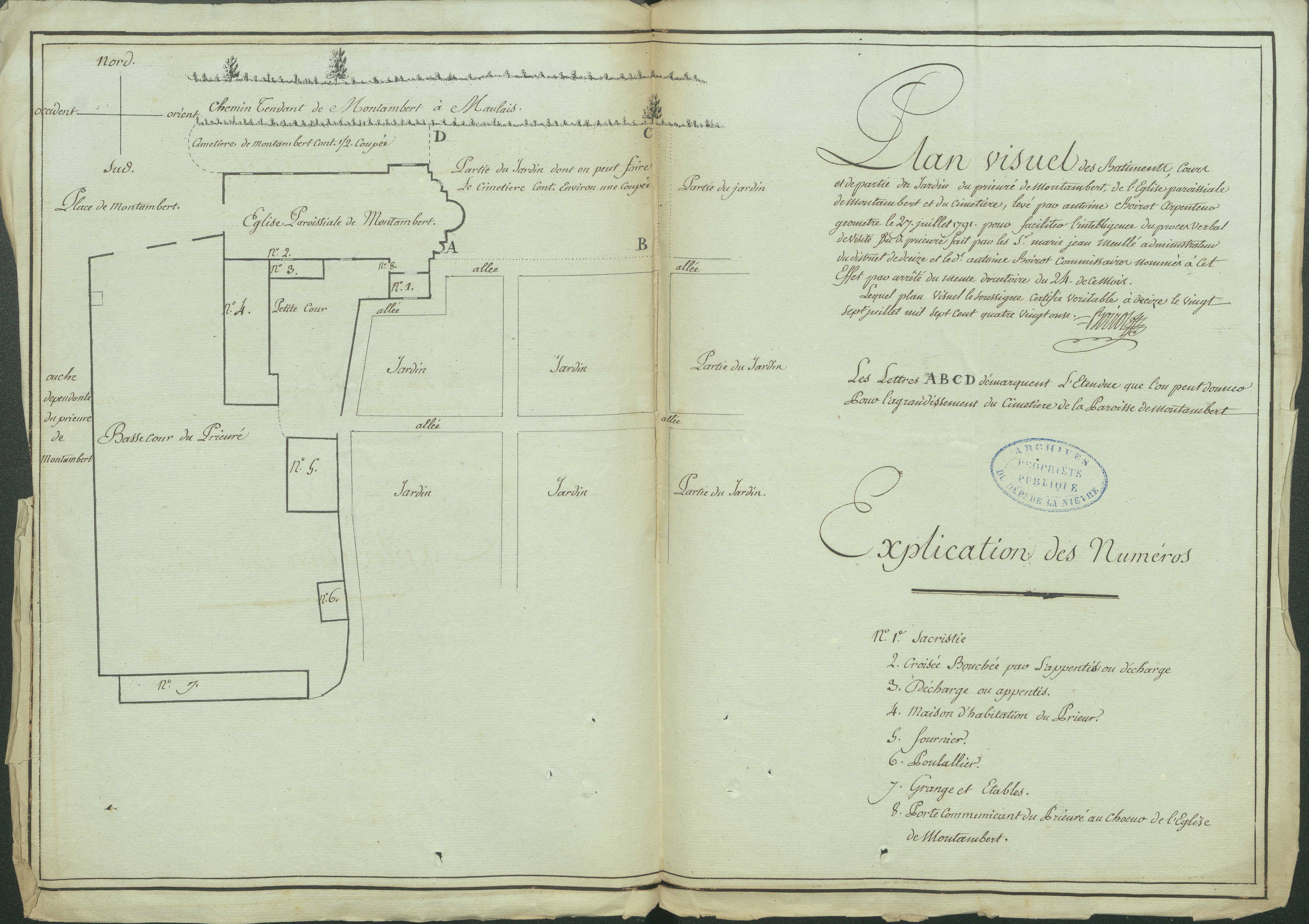
Plan du prieuré de Montambert daté de 1791, disponible aux Archives départementales de la Nièvre (1Q853).

La nef à vaisseau date du XVIIe siècle, elle est couverte d'une fausse voûte en berceau déprimée en brique creuse réalisée en 1902. Le transept à un vaisseau est flanqué à sa droite de la sacristie.
Le clocher
À l'origine éclairé par deux niveaux de baies jumelées en plein cintre, séparées par des colonnettes géminées, à l'exception du côté sud. Les baies du premier niveau ont été murées lors du rehaussement des murs de la nef. Il renferme une cloche de Barbier l'Aîné, fondeur.
Vitraux
En 1981, année d'inscription au titre de monument historique, un recensement des vitraux est effectué par Bernard Lauvergeon et Virginie Inguenau pour l'Inventaire Général du Patrimoine de Bourgogne à la demande du Conseil Régional.
Les vitraux que l'on peut voir aujourd'hui datent du XIXe siècle. Ceux de la nef sont signés Goyet, maître verrier à Grenoble.
Mobilier
- Bannière 1 : en soie et satin en application sur textile représentant la Vierge, le visage et les mains peints sur la toile, la robe et le manteau sont en satin blanc. Cette bannière est en mauvais état, usure du temps et déchirure. Datant du XIXe siècle, d'une hauteur de 115 cm sur 80 cm de large, elle est inscrite à l'Inventaire Général[21].
- Bannière 2 : comme la précédente elle est en mauvais état : usure, déchirure. Elle porte la date de 1902 et une inscription concernant le lieu d'exécution : "Société catholique:ornements d'église/A.Mont/A.Cabaret, succr/ 8 rue du Vieux Colombier 8 Paris". Elle est réalisée en soie rouge et satin brodé avec application sur textile de fil de métal blanc. Le fond est en satin rouge à décor brodé à l'effigie rapportée de saint Pierre, visage et mains peints[22].
- Fonts baptismaux 1 : en grès gris taillé, pied et cuve de forme octogonale, cette dernière avec rebord à feuillure. Formé de deux blocs monolithes ; traces de gradine sur le soubassement ; la cuve est bouchardée et ciselée. Elle fait 78 cm de haut pour une largeur de 90 cm, le soubassement fait 61 cm de large. Cet ensemble qui provient de l'ancienne église de Tannay n'a plus de couvercle et de doublure, il sert actuellement de bénitier et date du XVIe siècle ou du XVIIe siècle[23].
- Fonts baptismaux 2 : cet ensemble de plan ovale est en calcaire taillé, décor en bas-relief, avec ornementation feuillage, oves ; cuivre. Il fait 145 cm de hauteur pour une largeur de 85 cm et un diamètre de 62 cm. Sa datation est estimée au 4e quart du XIXe siècle[24].
- Bénitier : en grès taillé, badigeon bleu de plan octogonal, composé de trois éléments monolithes ; pied constitué de deux tambours et d'une cuve. On relève des traces de hache et de ciseaux. Sa hauteur est de 80 cm pour 60 cm de large et un diamètre de 48 cm. Il semble avoir changé de fonction, bénitier transformé en cuve baptismale avec un orifice d'évacuation creusé au fond de la cuvette. Il est estimé du XVIe siècle ou du XVIIe siècle, son auteur est inconnu[25].
- Autel : en bois taillé peint il remonte au XIXe siècle et son auteur est inconnu. Il mesure 112 cm de haut pour une longueur de 174 cm et une profondeur de 76 cm[26].
- Tabernacle: en bois taillé avec décor en bas-relief, représentant un ciboire peint et doré. Il est de plan rectangulaire élévation droite au-dessus chantourné, côtés concaves. La porte est peinte dorée. Ses dimensions sont : hauteur : 67 cm; largeur : 54 cm et profondeur : 33 cm. Il est de la fin du XIXe siècle et en mauvais état[27].
- Calice : coupe en argent doré, métal doré et ciselé avec des symboles christique (Croix et roseau) d'une hauteur de 25 cm et le diamètre du pied étant de 12,5 cm. Son auteur est inconnu, partie remplacée, objet moderne de la première moitié du XIXe siècle[28].
- Ciboire : en argent doré, ciselé ; métal argenté et ciselé, avec poinçon sur le bord de la coupe et du couvercle. Il fait 21 cm de haut et un diamètre de 8,7 cm le pied a un diamètre de 9,6 cm. La croix de couvercle cassée et soudée à l'intérieur de la coupe ; garantie gros ouvrages 1er titre départements. Auteur inconnu. Daté entre 1838 et 1900[29].
- Croix d'autel : en bronze argenté, gravé : décor en relief et décor rapporté, son pied est triangulaire. Le Christ à le dos creux et il est boulonné à chaque main et riveté aux pieds ; titulus boulonné. Sa hauteur est de 55,5 cm largeur de la croix :13,5 cm; largeur du pied : 17 cm. Son auteur est inconnu. Elle date de la première moitié du XIXe siècle[30].
- Chandeliers : au nombre de 4, ils sont en bronze argenté et gravé, à pied triangulaire dont le décor est identique sur les trois faces du pied, angelot et nuée. Des marques d'usure de l'argenture sont visibles sur les 4 pièces. L'auteur est inconnu ; datation : 1re moitié du XIXe siècle[31].
- Chape : en textile, fond en drap d'or à décor or et argent sur rembourrage, fil métal broderie, soie et toile. Décor de symbole christique : raisin, blé, pélican. Auteur inconnu ; datation: 2e moitié du XIXe siècle[32].
- Christ en croix : en bois taillé badigeon gris, provient de l'ancienne église de Tannay. Le Christ mesure environ 115 cm de haut et 80 cm de large ; son auteur est inconnu. Il est daté du XVIIe siècle[33].
- Croix de procession : en bronze argenté, ciselé décor rapporté et décor en relief, elle mesure 213 cm de haut pour 32 cm de large. Son auteur est inconnu, elle date du milieu du XIXe siècle[34].

### Presbytère
Maison avec un jardin et enclos datant de 1854 en rez-de-chaussée. Construction en brique et enduit, toit à long pans recouvert en ardoise.

### Logis prieural
Directement accolés à l'église, les quelques visites montrent que le logis et les dépendances sont réparés plusieurs fois au cours de la période médiévale. Une grange est également édifiée au XVIe siècle. Dévasté par le pillage de 1530, le logis est reconstruit au cours du XVIIe siècle.
Vendu comme bien national à la Révolution, le logis est aujourd'hui une propriété privée.

## Propriétés, terriers, bénéfices

### Propriétés
Il est quasi impossible de connaître le patrimoine initial du prieuré, tous les documents le concernant ayant été détruits lors de l'incendie de 1530. Cependant l'étude des différents terriers de l'époque Moderne peuvent aider à reconstituer ce temporel.
- La maison prieurale possède : une réserve comprenant deux ouches en-dessous des murailles, une locature en-dessous de la Croix, une tuilerie avec halle et batte, logement du tuilier, jardin et pré, l'étang de la Velle, desséché et en pré, l'étang du Breuil, avec à côté un pré de quatre charretées et plus bas un autre pré de douze voitures de foin[36].
- En 1706, selon un procès d'arpentage, la forêt prieurale est vaste de 1782 arpents (soit environ 900 hectares) : le bois Ramonat (498 arpents), la Goutte de la Serre et la Goutte du Charbon (402 arpents), le Tiers (717 arpents), le Petit-Perret (90 arpents) et la Queue-d'Herse (67 arpents)[37].

### Terriers
- Terrier de 1534-1538 : disponible aux AD58 ; H 40.
- Terrier de 1589 : disponible aux AD58 ; H 41.
- Terrier de 1656-1670 : disponible aux AD58 ; H 42.
- Terrier de 1457 (extrait) : disponible aux AD58 ; H 43.
- Terrier de 1659 : disponible aux AD58 ; H 44.
- Terrier de 1703 : disponibles aux AD58 ; 147 J 887.

### Bénéfices
Le prieur a la collation des revenus de plusieurs églises et chapelles :
- La cure de Saint-Hilaire (aujourd'hui Saint-Hilaire-Fontaine) : le 26 juillet 1524, nomination de la cure de Saint-Hilaire, diocèse d'Autun, par le prieur de Montambert, collateur de celle-ci[38].
- La cure de Lamenay : le 19 juillet 1651, sentence en faveur de messire Robert Millin, prieur commendataire de Montambert, contre messire Étienne Barbier, curé de Lamenay conformément à un contrat du 14 juin 1639 entre ledit messire Étienne Barbier et messire Gaspard de Ramilly, alors prieur de Montambert, aux lettres de provision en cour de Rome pour ledit prieuré, obtenues par ledit Millin, du 26 mars 1650, tout le revenu de la cure de Lamenay, « sauf du dedans de l'église » est reconnu appartenir au prieur de Montambert, qui doit payer deux cents livres par an de portion congrue au curé de Lamenay[39].
- La cure de Ganay-sur-Loire (aujourd'hui Gannay-sur-Loire) : le juillet 1660, sentence en faveur de messire Gabriel-Claude Millin, prieur de Montambert, qui est reconnu comme patron, conjointement avec le prieur de Fontaine, de la cure de Ganay-sur-Loire et des chapelles du Vivier (aujourd'hui hameau de Pont des Viviers) et de Saint-Georges (aujourd'hui hameau de Port Saint-Georges), dans la même paroisse, contre messire Pierre Fontjean, prêtre, curé dudit Ganay[40].

Mais aussi les cures de :
- Craux (hameau de Lamenay), Garnat, Trézy (aujourd'hui Trizy, hameau de Cronat), et Civry (au village de Briffaut)[37].

## Prieurs
Liste non exhaustive
- 1340 : Frère Pierre, il est indiqué qu'il est également chapelain de Pierre II de Châtelus, 31e abbé de Cluny[41] ;
- 1386 : Frère Guillaume Daumay[41] ;
- 1441 - 1445 : Frère Guillaume de la Perrière, alors qu'Ode II de la Perrière était 41e abbé de Cluny[41] ;
- 1463 : Frère Guillaume de Corbigny, il est sans doute le premier prieur commendataire de Montambert[41] ;
- 1481 : Frère Charles Boutillat, le 13 mai 1481, frère François Boutillat, prieur de Commagny, est arbitre d'un différend entre Pierre Chalopin, bourgeois de Decize, et frère Charles Boutillat, prieur de Montambert[42] ;
- 1506 : Frère Damas de Remilly, pièces pour Marie d'Albret, comtesse douairière de Nevers, Michel Germain et autres, contre frère Damas de Remilly, prieur de Montambert[43] ;
- 1526 : Frère Étienne Montaine, il est assassiné lors du pillage du prieuré en 1530[41] ;
- 1535 : Frère Christophe Coquille, docteur en théologie, grand-prieur de Cluny[44] ;
- 1580 : Frère Claude de Régon, originaire de Bourbonne-les-Bains, il n'appartient pas à l'ordre clunisien mais a de nombreux parents parmi les dignitaires du diocèse d'Autun. Il est à la fois prieur et curé de Montambert[44] ;
- 1601 : Frère Jacques Thévenet, il est prieur et curé de la paroisse ;
- 1609 : Jean d'Escoraille, laïc, fils de François d'Escoraille, seigneur du Pont de Cressonne et de la Marche, petits fiefs en limite du prieuré. Il se désiste de sa charge en 1620 à la faveur de son frère afin d'épouser Catherine Gerbault[44] ;
- 1620 : Charles d'Escoraille, il obtient de sa provision en Cour de Rome pour succéder à son frère. Il se désiste de sa charge en 1633[44] ;
- 1633 - 1639 : Frère Gaspard de Ramilly, le 8 février 1636, Gaspard de Ramilly, prieur de Montambert, reconnait devoir 25 livres de pension pour son prieuré à Monseigneur le cardinal de Lyon, prieur de La Charité[45]. Sa famille possède les seigneuries de la Charnaye, de Pierrefitte-sur-Loire et de la Bondue à Saint-Agnan[44] ;
- 1640 : Frère Philippe Millin, religieux de Cluny[44] ;
- 1650 : Frère Robert Millin, il remplace le précédent (sans doute sont-ils membres de la même famille)[44] ;
- 1656 : Frère Gabriel-Claude Millin, clerc tonsuré du diocèse de Nevers, il est également prieur de Jailly[44] ;
- 1679 : Frère Claude de Régon, ce prieur a pour clerc son accenseur Étienne Coujard de Cronat[46] ;
- 1684 : Frère Robert Milly, il est connu pour un règlement de 25 livres au prieur de La Charité[46] ;
- 1692 : Frère Nicolas Berger, chanoine à Nevers, docteur en théologie[46] ;
- 1699 : Frère Gabriel-Claude Millin, docteur en Sorbonne et chanoine de Nevers[46] ;
- 1721 : Frère Louis de Lormes, originaire de Bourbonne-les-Bains, docteur en Sorbonne, demeurant à Paris[46] ;
- 1744 : Frère Jean de Bordon, demeurant au prieuré de Longpont. Il se désiste de sa charge en faveur de son frère aîné[47] ;
- 1752 : Frère Antoine de Bordon, né à Couleuvre en 1684, il demeure au prieuré de Souvigny[47] ;
- 1778 : Frère Jean François Gérôme d'Eure de Glanne, prêtre profès de l'étroite observance de Cluny, nommé vicaire général du diocèse de Troyes en Champagne en 1785, il est le dernier prieur de Montambert[47].

## Curés
Liste non exhaustive
- 1463 : Guillaume Durand, il est à la fois curé et fermier du revenu[48] ;
- 1463 : Hugues Budet, il est à la fois curé et fermier du revenu, il doit au prieur une redevance annuelle de 617 livres tournois[48] ;
- 1467 : Jean de la Biche, témoin dans une paroisse des environs[48] ;
- 1487 : Jean Boulemé, curé et fermier du revenu ; il promet de défrayer le seigneur prieur, son clerc et ses chevaux plusieurs fois chaque année. Il verse au prieur de La Charité une pension de 25 livres. Il exerce encore en 1506 : bail à bordelage de la tierce partie du bois de Chasteaux, consenti par Catherine de Charency, veuve de Claude Boutillat, écuyer, en faveur de Jean Clerc ; présence de Jean Boulemé, prêtre, curé de Montambert, le 13 octobre 1506[49].
- 1526 : Guillaume Perrin, il échappe au pillage et au massacre de 1530[50] ;
- 1616 : Guillaume Thévin, il est choisi par le prieur Jean d'Escoraille et institué par l'évêque d'Autun[50] ;
- 1620 : Sébastien Gaudin, prêtre à Charolles, il est choisi par Charles d'Escoraille[50] ;
- 1635 : Jean Maublanc, il est choisi par Gaspard de Ramilly et est le premier rédacteur des registres paroissiaux de Montambert[50] ;
- 1668 : Étienne Vallin, il est choisi par Gabriel-Claude Millin et institué par l'évêque d'Autun, il assure également la desserte de l'église prieurale de Fontaines. Il meurt en 1676 et est enterré dans l'église de Montambert[50] ;
- 1676 : … Gravier, curé de Tannay et de Fontaines, il a assisté à l'inhumation de son prédécesseur[51] ;
- 1709 : … Montchanin, il dessert les cures de Montambert et de Tannay[51] ;
- 1735 : Jean Bellin, il apparait dans un registre de Cronat (comme son prédécesseur)[51] ;
- 1749 : Georges Boulyer, il dessert les cures de Montambert et de Tannay, il est également seigneur de La Baumes à Cronat[51] ;
- 1770 : Gérôme Fayon, il dessert les cures de Montambert et de Tannay[51] ;
- 1779 : Jean-Baptiste Lambert, né à Moulins en 1751, il est choisi par le prieur d'Eure de Glane[51].

## Armoiries et devise
« D'argent au sautoir de sable, cantonné de quatre croix de même ».